# Montelavar
Montelavar era una freguesia portuguesa del municipio de Sintra, distrito de Lisboa.

## Historia
Fue suprimida el 28 de enero de 2013, en aplicación de una resolución de la Asamblea de la República portuguesa promulgada el 16 de enero de 2013 al unirse con las freguesias de Almargem do Bispo y Pêro Pinheiro, formando la nueva freguesia de Almargem do Bispo, Pêro Pinheiro e Montelavar.

## Patrimonio
- Igreja de Nossa Senhora da Purificação de Montelavar
- Aqueduto das Águas Livres